# Steall Falls
Die Steall Falls (auch Eas an Steill oder An Steall Ban auf Gälisch, was etwa „Der weiße Abfluss“ bedeutet) in den schottischen Highlands sind mit gut 120 Metern Fallhöhe der zweithöchste Wasserfall in Schottland. Sie liegen in der Region Lochaber im Glen Nevis, etwa 10 Kilometer südöstlich von Fort William in der Bergkette der Mamores am Fuß des 1099 Meter hohen Sgùrr a’ Mhàim, direkt südlich gegenüber dem Ben Nevis. Gespeist werden die sich in mehreren Kaskaden und parallelen Strömen über den Hang ergießenden Fälle durch das Wasser des Allt Coire a’ Mhail. Dieser in den Mamores am 1032 Meter hohen Am Bodach entspringende und in einem Hängetal verlaufende kleine Bach mündet am Fuß des Wasserfalls in den River Nevis.
Der Wasserfall kann zu Fuß über eine Wanderung im Glen Nevis erreicht werden, die ab dem Ende der Single track road von Fort William durch die felsige River Nevis Gorge in das obere Glen Nevis führt. Dort ist die Überschreitung des River Nevis auf einer Dreiseilbrücke erforderlich, um den Wasserfall direkt zu erreichen.
In den Verfilmungen der Harry-Potter-Romane dienten die Steall Falls mehrfach als Drehort. Besonders gut zu sehen sind sie in der Verfilmung von Harry Potter und der Feuerkelch, in der sie als Hintergrundkulisse für Harry Potters Kampf gegen den Drachen während der ersten Aufgabe des Trimagischen Turniers dienen.